# الجوبية (شرس)

تعديل مصدري - تعديل

الجوبية هي إحدى قرى عزلة شرس الاعلى بمديرية شرس التابعة لمحافظة حجة، بلغ تعداد سكانها 294 نسمة حسب تعداد اليمن لعام 2004.